# Fouad Ibrahim
Fouad Naguib Ibrahim (* 3. Dezember 1938 in Damanhur, Ägypten) ist ein deutsch-ägyptischer Geograph, emeritierter Geographieprofessor an der Universität Bayreuth. Fouad Ibrahim ist durch seine in der Wissenschaftlichen Buchgesellschaft erschienene Ägyptenländerkunde einem breiteren Publikum bekannt. In Fachkreisen ist er durch seine Darfurstudien bekannt geworden; hier ist insbesondere seine Habilitationsschrift „Desertifikation in Nord-Darfur“ zu nennen, die den Desertifikationsbegriff aus dem Französischen und Englischen in die deutschsprachige Geographie und Agrarwissenschaft eingebracht hat.

## Publikationen
- Ägypten: [Geographie, Geschichte, Wirtschaft, Politik] zusammen mit Barbara Ibrahim, Darmstadt: Wiss. Buchges., 2006. – XIV, 224 S.: Ill., Kt., graph. Darst.; 270 mm × 210 mm; (deutsch), ISBN 3-534-17420-8.
- Desertification in Nord-Darfur: Untersuchung zur Gefährdung des Naturpotentials durch nicht angepasste Landnutzungsmethoden in der Sahelzone der Republik Sudan / von Fouad N. Ibrahim. In Verbindung mit d. Inst. für Geographie u. Wirtschaftsgeographie d. Univ. Hamburg. Hamburg: Hirt, 1980. – XIII, 175 S.: 16 Ill., 42 graph. Darst. u. Kt. & Kt.-Beil (6 Bl.); (deutsch) (Hamburger geographische Studien; 35).

### Zeitschriftenaufsätze
- Fouad N. Ibrahim: Savannen-Ökosysteme. In: Geowissenschaften in unserer Zeit. Band 2, Nr. 5, 1984, S. 145–159, doi:10.2312/geowissenschaften.1984.2.145.
- Viehhaltung bei den Hirsebauern der Sahelzone des Sudan. Eine Lebensstrategie. In: Die Erde. Band 119, 1988, S. 219–226 (PDF).